# Jakub Bylczyński
Jakub Aleksander Bylczyński (ur. 26 lipca 1881 we Lwowie, zm. 21 grudnia 1954 w Tomaszowie Mazowieckim) – polski pedagog, krytyk muzyczny, publicysta i działacz patriotyczny.

## Życiorys
Urodził się jako syn Mieczysława Bylczyńskiego h. Dęboróg, radcy Namiestnictwa Galicji we Lwowie i Pauliny Topollok. Dwukrotnie żonaty, z Magdaleną Webersfeld (1887-1966) i z pedagogiem i działaczką polską w Rosji – Zofią Łytkowską, miał dwóch synów – z pierwszą żoną – Pawła, a z drugą – Janusza – aktora.
- 1892-1899 – Gimnazjum im. Franciszka Józefa we Lwowie (także prywatne lekcje muzyki w zakresie teorii muzyki i kontrapunktu)
- 1899-1904 – Wydział Filozoficzny Uniwersytetu Lwowskiego (studiował filozofię – u prof. Kazimierza Twardowskiego, romanistykę – u prof. Edwarda Porębowicza i geografię – u prof. Eugeniusza Romera, a także w Berlinie u muzykologa – prof. Heinricha Urbana.

W 1902 rozpoczął, jako lwowski korespondent "Echa Muzycznego, Teatralnego i Artystycznego", publikować na łamach prasy recenzje krytycznomuzyczne (operowe). W latach następnych współpracował jeszcze m.in. z lwowskimi redakcjami „Przeglądu Muzycznego, Teatralnego i Artystycznego”, „Dziennika Lwowskiego”, „Dziennika Polskiego”, warszawskim „Słowem” i „Gazetą Handlową”. Działał w chórze „Lutnia Macierz”. Pracował także jako nauczyciel w I Wyższej Szkole Realnej im. Henryka Jordana i w Gimnazjum im. Zygmunta Krasińskiego we Lwowie. W roku 1908 otrzymał pamiątkowy medal dla urzędników cywilnych w Galicji. Z końcem 1915 r. za działalność narodową był represjonowany i osadzony w więzieniu. W latach 1916–1918 przebywał w Rostowie nad Donem, gdzie był założycielem i dyrektorem polskiego progimnazjum dla polskich dzieci. Został też członkiem Polskiej Macierzy Szkolnej w Rostowie. Następnie w latach 1918–1920 był na zesłaniu w Saratowie, gdzie również współtworzył życie kulturalno-oświatowe działając w organizacjach polskich (Dom Polski „Promień”, Koło Polskie „Klub Ogniwo”, Polska Macierz Szkolna). W ramach działalności Polskiego Towarzystwa Pomocy Ofiarom Wojny organizował odczyty, wykłady, spotkania literackie itd. (m.in. dla Polaków w Osetii, na Władykaukazie, w Jekaterynburgu, Saratowie i in. miastach Rosji). Publikował też teksty patriotyczne w wydawnictwach Macierzy Szkolnej. Wraz z żoną (Zofią z Łytkowskich) i jej rodziną organizował wsparcie dla rodaków w ramach Polskiego Białego Krzyża. Po powrocie do Polski był nauczycielem i dyrektorem, m.in. w: Gimnazjum Państwowym im. Władysława IV w Warszawie, Państwowym Gimnazjum im. Stefana Batorego w Warszawie (nauczyciel historii w latach 1923–1924), Gimnazjum Państwowym im. Adama Mickiewicza w Nowogródku i Prywatnym Gimnazjum Kupców Stowarzyszenia Szkolnego w Tomaszowie Mazowieckim (obecnie I Liceum Ogólnokształcące im. Jarosława Dąbrowskiego w Tomaszowie Mazowieckim).
Udzielał się także w towarzystwach śpiewaczych.

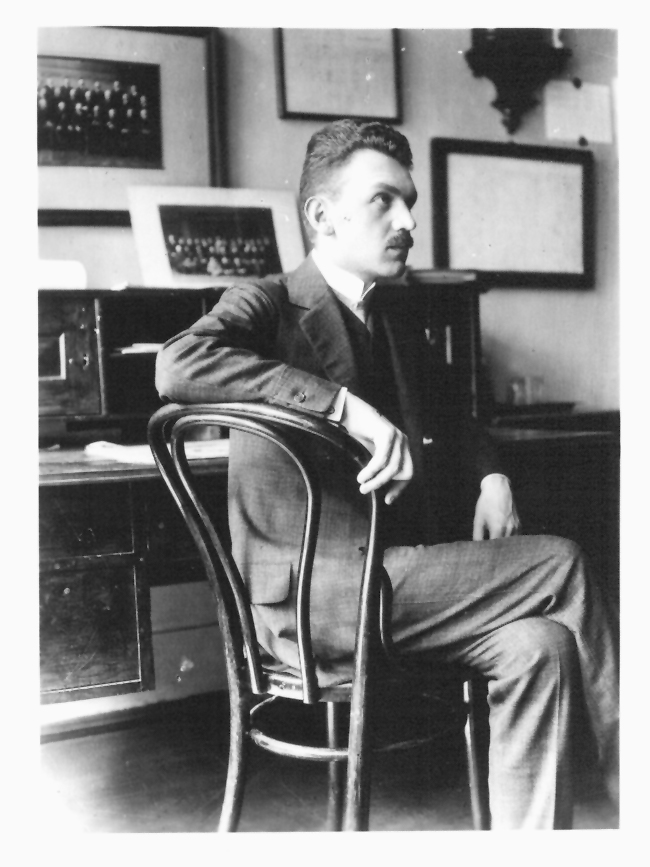
J. Bylczynski. Lwów 1922

W Tomaszowie Mazowieckim prowadził wykłady historyczne (w latach 1930–1938) na Katolickim Uniwersytecie Społecznym (powołanym przez komitet pod patronatem ks. dziekana Stanisława Suchańskiego i dra Michała Biernackiego), a także w prezydenckim Pałacu Myśliwskim w Spale organizowane przez tomaszowską Akcję Katolicką.
W latach okupacji uczestniczył w tajnym nauczaniu, po wojnie powrócił do pracy w liceum w Tomaszowie.
Był m.in. członkiem: Polskiej Macierzy Szkolnej (1916-1939), Akcji Katolickiej (1934–1939), Towarzystwa Wzajemnej Pomocy Pracowników Polskich, warszawskiego oddziału Stowarzyszenia Dyrektorów Polskich Szkół Średnich Państwowych, Towarzystwa Nauczycieli Szkół Średnich i Wyższych, Tajnej Organizacji Nauczycielskiej (1940–1945). Bibliofil, władał płynnie kilkoma językami: niemieckim, francuskim, ukraińskim, rosyjskim.
Napisał m.in. rozprawę O „Zawiszy Czarnym” Juliusza Słowackiego, zamieszczoną w drugim tomie księgi pamiątkowej na setną rocznicę urodzin wieszcza (Lwów 1909), komentarz krytyczny do „Don Carlosa” F. Schillera w polskim przekładzie Lucjana Bylczyńskiego, i swój przekład libretta do „Salome” Richarda Straussa według Oscara Wilde’a – na potrzeby Opery Lwowskiej (1908). Był propagatorem na gruncie lwowskim twórczości muzycznej Richarda Straussa, Richarda Wagnera i włoskiego modernizmu (m.in. poematów „Jezioro miłości”, „Śmierć Kleopatry” i wystawionej w r. 1912 we Lwowie „Nagiej Bogini” Paolo Litty). 
Upamiętniony w roku 2018 Dębem Pamięci w Tomaszowie Mazowieckim (zasadzonym w ramach inicjatywy "Sto dębów na stulecie odzyskania niepodległości przez Polskę").

## Wybrane źródła
- J. Bylczyński, O „Zawiszy Czarnym” Juliusza Słowackiego [w:] Księga pamiątkowa ku uczczeniu setnej rocznicy urodzin Juliusza Słowackiego. T. 2, – Lwów, 1909
- Dzieło samopomocy narodowej : Polska Macierz Szkolna, 1905-1935 zebrał Józef Stemler z przedmową Władysława Sołtana, Warszawa, 1935
- M. Dziadek, Polska krytyka muzyczna w latach 1890-1914 : Czasopisma i autorzy, Cieszyn, 2002 (krytyka muz. J.B.)
- Salome : libretto opery Richarda Straussa przekł. z niem. Jakub Bylczyński, rkps. w Bibliotece Śląskiej w Katowicach, sygn. BTL 306
- Salome. Dramat muzyczny w jednym akcie
- O "Zawiszy Czarnym" Juliusza Słowackiego
- Biogram J.D-B. [w:] T. Kawka, Szkoła, która przeszła do historii : Encyklopedyczny słownik znanych absolwentów, nauczycieli i rodziców I LO w Tomaszowie Mazowieckim, Tomaszów Maz., 2001
- B. Maresz, M. Szydłowska, Repertuar Teatru Polskiego we Lwowie :Teatr Miejski pod dyrekcją Tadeusza Pawlikowskiego : 1900-1906, Kraków, 2005 (krytyka teatralna J.B.)
- Dramat obcy w Polsce 1765-1965 : premiery, druki, egzemplarze : informator A-L, pr. zesp. pod kier. J. Michalika, Kraków, 2004
- Z. Zagórowski, Spis nauczycieli szkół wyższych i średnich, Lwów ; Warszawa, 1924
- M. Dęboróg-Bylczyński, Jakub Dęboróg-Bylczyński, w: „Cracovia Leopolis”. – 2007, nr 3, s. 69-71
- T. Jałmużna, Tajne nauczanie na ziemi łódzkiej : 1939–1945, Łódź, 1977
- M. Dęboróg-Bylczyński, Jakub Aleksander Bylczyński, w: Słownik badaczy literatury polskiej, tom VIII (redaktor Jerzy Starnawski), Łódzkie Towarzystwo Naukowe, Łódź 2006, s. 23 (tamże jako autorka artykułu podana Jadwiga Suchmiel, co sprostowano w tomie IX Słownika..., Łódź 2007, s. 198)
- M. Dęboróg-Bylczyński, Bylczyński Jakub Aleksander (1881-1954), TSB, zesz. 7 (2012), s. 9-11.